# Алексіс Санчес
Але́ксіс Алеха́ндро Са́нчес Са́нчес (ісп. Alexis Alejandro Sánchez Sánchez; нар. 19 грудня 1988, Токопілья, Чилі) — чилійський футболіст, нападник збірної Чилі та італійського «Удінезе». Рекордсмен збірної Чилі за кількістю матчів і забитих у її складі голів.

## Клубна кар'єра

### «Кобрелоа»
У 14 років перейшов до клубу «Кобрелоа». Дебютував за клуб в юному віці й вже до 18 років став важливим гравцем основи і вважався одним з найталановитіших гравців Південної Америки. З цією командою Санчес дебютував в першому дивізіоні, коли йому було 16 років, ставши таким чином одним з наймолодших футболістів, які грали в чемпіонаті, й швидко привернули увагу європейських топ-клубів.

### «Удінезе»

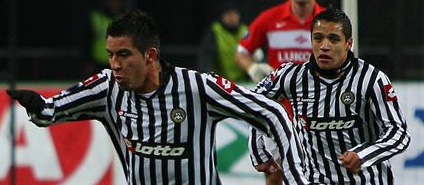
Санчес (праворуч) у грі за «Удінезе» 2008 року.

2006 року Алексіс був куплений «Удінезе» за 3 млн доларів і відразу ж був відданий в оренду в чилійський «Коло-Коло», разом з яким двічі виграв чемпіонат Чилі. Всього за клуб він провів майже 50 матчів і забив 9 голів. Наступний сезон Алексіс провів в аргентинському «Рівер Плейті», який за підсумками сезону став чемпіоном країни. 2008 року «Удінезе» більше не став віддавати Санчеса в оренду, і гравець поступово завоював місце в основі італійського клубу. Влітку 2008 року ходили чутки про його перехід в «Манчестер Юнайтед», де Санчес повинен був замінити Кріштіану Роналду в разі переходу португальця в «Реал», але трансфер Алексіса не відбувся. Дебют вінгера в футболці «зебр» в офіційному матчі стався 14 вересня в матчі 2-го туру Серії А проти туринського «Ювентуса», Санчес вийшов на поле на 58-й хвилині гри, але нічим не відзначився. Матч закінчився мінімальною поразкою команди з Удіне з рахунком 0:1. 18 вересня дебютував в єврокубках - в матчі Ліги Європи проти дортмундської «Боруссії». 19 жовтня в матчі 7-го туру проти «Лечче» Санчес забив свій перший гол за «Удінезе». 29 жовтня в матчі 9-го туру забив один з двох м'ячів у ворота «Катанії». 8 лютого в матчі 23-го туру приніс «зебрам» вольову перемогу над «Болоньєю» й був визнаний гравцем матчу. У своєму першому італійському сезоні Санчес забив лише 3 голи за 31 матч.
Перший гол в новому сезоні Санчес забив лише 24 лютого в матчі 17-го туру проти «Кальярі». 3 березня, у матчі 32-го туру, допоміг «зебрам» розгромити «Ювентус» з рахунком 3:0. 21 квітня приніс своїй команді мінімальну перемогу в Кубку Італії, забивши єдиний м'яч в ворота «Роми».
27 лютого в матчі 27-го туру чемпіонату Італії 2010/11 Алексіс Санчес оформив покер у ворота «Палермо», ставши першим чилійцем, якому вдалося забити чотири м'ячі в одному матчі в Серії А. Санчес забивав голи на 19-й, 28-й , 42-й і 48-й хвилинах зустрічі. Матч завершився з рахунком 7:0 на користь «Удінезе».

### «Барселона»
21 липня 2011 року було оголошено про перехід Алексіса Санчеса в іспанську «Барселону», заплатила за трансфер гравця € 26 млн, ще € 11 млн були обіцяні «Удінезе» як бонуси. Таким чином, футболіст став найдорожчим гравцем в історії чилійського футболу і першим чилійцем в історії «Барселони». Вінгер підписав з новим клубом п'ятирічний контракт. У новому клубі футболіст став носити 9-й номер і футболку з написом «Алексіс». Після переходу Санчес сказав:

Я радий, що моя мрія нарешті здійснилася. Тепер все буде набагато серйозніше.

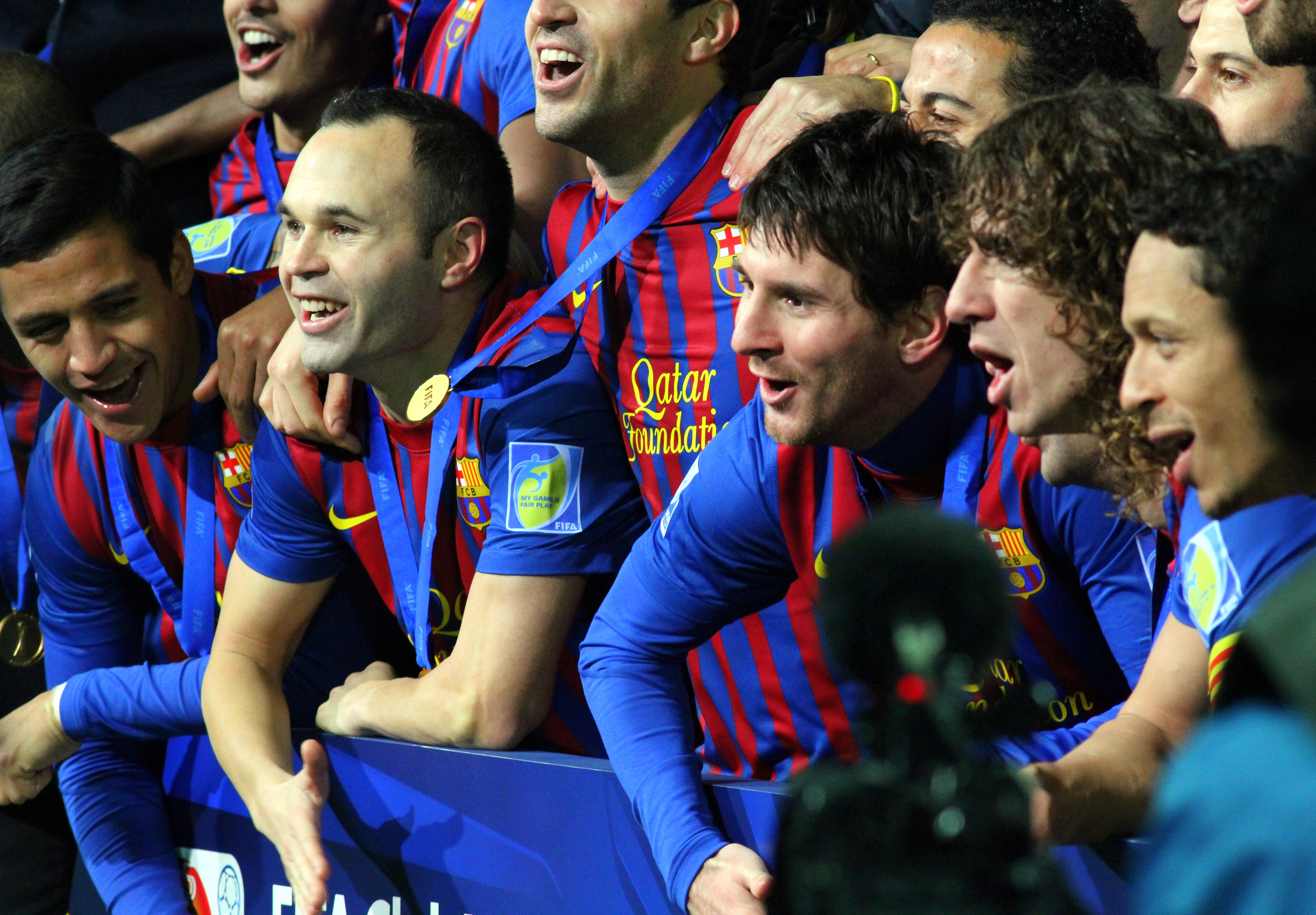
Санчес (крайнійліворуч) з партнерами по «Барселоні» у 2011 році.)

14 серпня, в першому матчі за Суперкубок Іспанії проти мадридського «Реала», відбувся дебют Алексіса в футболці «каталонців». Вінгер провів на полі всі 90 хвилин. Поєдинок закінчився з рахунком 2:2. У матчі-відповіді чилієць потрапив в заявку, але на полі не з'явився. За сумою двох зустрічей трофей дістався «Барселоні», а Алексіс завоював свій перший титул у складі нового клубу. 26 серпня Санчес дебютував в матчі за Суперкубок УЄФА, вийшовши на заміну на 61 хвилині гри замість іспанця Давіда Вільї. Дебют в Ла Лізі відбувся 29 серпня, в матчі 1-го туру проти «Вільярреала», в цій же грі на 46 хвилині він, отримавши пас від Тьяго, забив свій перший гол за «Барселону», пробивши низом у дальній кут. Для «синьо-гранатових» цей матч закінчився розгромною перемогою з рахунком 5:0. У виїзному матчі 2-го туру з «Реал Сосьєдадом» Алексіс вже на 31-й хвилині гри отримав сильний удар по ногах і не зміг продовжити зустріч. Після чого він пропустив майже два місяці. Оговтавшись від травми, вінгер з'явився на полі в матчі Ліги чемпіонів проти «Вікторії», вийшовши на заміну замість Еріка Абідаля. 29 листопада Санчес оформив перший дубль у складі «Барселони», двічі вразивши ворота «Райо Вальєкано». Особливо красивим вийшов перший гол: Санчес, перебуваючи на лівому краю штрафного майданчика, отримав пас від Хаві й закрутив м'яч у дальній кут від штанги. У наступному турі чемпіонату Алексіс відзначився знову, а «Барселона» розгромила «Леванте» з рахунком 5:0. 11 грудня в матчі 15-го туру проти «Реала» Санчес, виконавши точний удар під саму штангу воріт Касільяса, дозволив «синьо-гранатовим» зрівняти рахунок в матчі, після чого, ще декілька голів принесли «синьо-гранатовим» гостьову перемогу з рахунком 1:3. 15 грудня Санчес вийшов на заміну в першому півфінальному матчі Клубного чемпіонату світу проти «Ас-Садда», проте на 71-й хвилині гри йому потрібна була заміна. Після матчу тренер команди — Хосеп Гвардіола сказав, що у Алексіса діагностований дискомфорт м'язів, і він не зіграє в фіналі.
13 січня забив свій перший гол в Кубку Іспанії, вразивши ворота «Осасуни». 16 січня, в домашньому матчі проти «Реал Бетіса», відзначився гольовою передачею на Мессі в першому таймі і точним ударом на 75-й хвилині гри у другому, що дозволило його команді вирвати перемогу з рахунком 4:2. 12 лютого в матчі з «Байером» Санчес забив свій перший і другий гол у Лізі чемпіонів, відзначившись в кожному з таймів. 10 квітня забив два з чотирьох м'ячів у ворота «Хетафе», один з голів було забито головою. 21 квітня в матчі 34-го туру Прімери проти «Реала» Алексіс вийшов на заміну на 69-й хвилині гри й через хвилину забив гол, проте мадридці здобули перемогу 1:2. Разом з «Барселоною» Санчес дійшов до 1/2 фіналу Ліги чемпіонів, де «синьо-гранатові» мінімально поступилися «Челсі» з рахунком 2:3, кілька хороших моментів для взяття воріт втратив Санчес. 26 травня він виграв свій четвертий трофей у складі «каталонців» — в протистоянні з баскським «Атлетиком» був завойований Кубок Іспанії. Всього за підсумками сезону 2011/12 Алексіс забив 15 голів у всіх турнірах.
Провів у каталонській команді три сезони, відзначившись загалом 47 голами у 141 матчі всіх турнірів.

### «Арсенал»
10 липня 2014 року перебрався до Англії, уклавши контракт з лондонським «Арсеналом», якому трансфер чилійця обійшовся у майже 32 мільйони фунтів. У лондонській команді відразу став лідером атак, у першому ж сезоні обійшовши за результативністю іншого зіркового нападника «канонірів» Олів'є Жіру. Загалом за три з половиною роки, проведені в Лондоні, став автором 80 забитих голів, для чого йому знадобилося 166 матчів.

### «Манчестер Юнайтед»
22 січня 2018 року було оголошено про перехід чилійського нападника до «Манчестер Юнайтед» в обмін на Генріха Мхітаряна. В Манчестері гравець отримував досить багато ігрового часу, проте його результативність суттєво зменшилася — у 45 іграх йому вдалося відзначитися лише п'ятьма взяттями воріт.

### «Інтер» і «Марсель»
Влітку 2019 року на умовах оренди на сезон став гравцем італійського «Інтернаціонале», де сподівався отримувати більше ігрового часу. Протягом сезону взяв участь у 31 грі міланської команди в усіх турнірах, відзначившись чотирма голами. 
6 серпня 2020 року, отримавши статус вільного агента, підписав з «Інтером» повноцінний трирічний контракт. За рік до його завершення перейшов до французького «Марселя». У французькій першості демонстрував високу ефективність, забивши 14 голів у 35 іграх.
26 серпня 2023 року досвідчений гравець повернувся до «Інтернаціонале», уклавши з ним однорічний контракт на правах вільного агента.

### Повернення в Удінезе
10 серпня 2024 року Алексіс Санчес як вільний агент приєднався до свого колишнього клубу «Удінезе», підписавши з клубом дворічний контракт.

## Виступи за збірні
Протягом 2006–2008 років залучався до складу молодіжної збірної Чилі. На молодіжному рівні зіграв у 18 офіційних матчах, забив 4 голи.
2006 року дебютував в офіційних матчах у складі національної збірної Чилі.
У складі збірної був учасником чемпіонату світу 2010 року в ПАР та чемпіонату світу 2014 року в Бразилії, на обох чилійці припинили боротьбу на стадіях 1/8 фіналу.
Допоміг своїй збірній здобути перший у її історії Кубок Америки на домашній континентальній першості 2015 року, а наступного року й захистити титул континентальних чемпіонів.
Був учасником Кубка конфедерацій 2017 року, на якому забив свій 38-й гол за збірну, обійшовши таким чином за цим показником Марсело Саласа і ставши найкращим бомбардиром в історії чилійської збірної. Також наразі утримує лідерство за кількістю матчів, проведених у складі цієї команди.
На Копа Америка 2019 року взяв участь у всіх шести матчах своєї збірної, яка фінішувала на четвертому місці, і забив два голи. У подальшому продовжував активно залучатися до лав національної команди, регулярно оновлюючи рекорди за кількістю ігор і забитих м'ячів, хоча на Копа Америка 2021 виходив на поле лише в одній грі.

## Статистика виступів

### Статистика клубних виступів
Станом на 26 серпня 2023 року
| Сезон                         | Команда                       | Чемпіонат                     | Чемпіонат | Чемпіонат | Національний кубок | Національний кубок | Національний кубок | Континентальні кубки | Континентальні кубки | Континентальні кубки | Інші змагання | Інші змагання | Інші змагання | Усього | Усього |
| Сезон                         | Команда                       | Ліга                          | Ігор      | Голів     | Ліга               | Ігор               | Голів              | Ліга                 | Ігор                 | Голів                | Ліга          | Ігор          | Голів         | Ігор   | Голів  |
| ----------------------------- | ----------------------------- | ----------------------------- | --------- | --------- | ------------------ | ------------------ | ------------------ | -------------------- | -------------------- | -------------------- | ------------- | ------------- | ------------- | ------ | ------ |
| Клаусура 2005                 | «Кобрелоа»                    | ПД                            | 35        | 3         | -                  | -                  | -                  | КЛ                   | 3                    | 0                    | -             | -             | -             | 38     | 3      |
| Апертура 2006                 | «Кобрелоа»                    | ПД                            | 12        | 9         | -                  | -                  | -                  | -                    | -                    | -                    | -             | -             | -             | 12     | 9      |
| Усього за «Кобрелоа»          | Усього за «Кобрелоа»          | Усього за «Кобрелоа»          | 47        | 12        |                    | -                  | -                  |                      | 3                    | 0                    |               | -             | -             | 50     | 12     |
| Клаусура 2006                 | «Коло-Коло»                   | ПД                            | 18        | 4         | -                  | -                  | -                  | ПАК                  | 9                    | 1                    | -             | -             | -             | 27     | 5      |
| Апертура 2007                 | «Коло-Коло»                   | ПД                            | 14        | 1         | -                  | -                  | -                  | КЛ                   | 7                    | 3                    | -             | -             | -             | 21     | 4      |
| Усього за «Коло-Коло»         | Усього за «Коло-Коло»         | Усього за «Коло-Коло»         | 32        | 5         |                    | -                  | -                  |                      | 16                   | 4                    |               | -             | -             | 48     | 9      |
| 2007–2008                     | «Рівер Плейт»                 | ПД                            | 23        | 4         | -                  | -                  | -                  | ПАК+КЛ               | 1+7                  | 0                    | -             | -             | -             | 31     | 4      |
| 2008–2009                     | «Удінезе»                     | A                             | 32        | 3         | КІ                 | 2                  | 0                  | КУЄФА                | 9                    | 0                    | -             | -             | -             | 43     | 3      |
| 2009–2010                     | «Удінезе»                     | A                             | 32        | 5         | КІ                 | 4                  | 1                  | -                    | -                    | -                    | -             | -             | -             | 36     | 6      |
| 2010–11                       | «Удінезе»                     | A                             | 31        | 12        | КІ                 | 2                  | 0                  | -                    | -                    | -                    | -             | -             | -             | 33     | 12     |
| Усього за «Удінезе»           | Усього за «Удінезе»           | Усього за «Удінезе»           | 95        | 20        |                    | 8                  | 1                  |                      | 9                    | 0                    |               | -             | -             | 112    | 21     |
| 2011–12                       | «Барселона»                   | ПД                            | 25        | 12        | КІ                 | 7                  | 1                  | ЛЧ                   | 6                    | 2                    | СІ+СУ+КЧС     | 1+1+1         | 0             | 41     | 15     |
| 2012–13                       | «Барселона»                   | ПД                            | 29        | 8         | КІ                 | 6                  | 2                  | ЛЧ                   | 9                    | 1                    | СІ            | 2             | 0             | 46     | 11     |
| 2013–14                       | «Барселона»                   | ПД                            | 34        | 19        | КІ                 | 9                  | 2                  | ЛЧ                   | 9                    | 0                    | СІ            | 2             | 0             | 54     | 21     |
| Усього за «Барселону»         | Усього за «Барселону»         | Усього за «Барселону»         | 88        | 39        |                    | 22                 | 5                  |                      | 24                   | 3                    |               | 7             | 0             | 141    | 47     |
| 2014–15                       | «Арсенал»                     | ПЛ                            | 35        | 16        | КА+КЛ              | 6+1                | 4+1                | ЛЧ                   | 9                    | 4                    | СА            | 1             | 0             | 52     | 25     |
| 2015–16                       | «Арсенал»                     | ПЛ                            | 30        | 13        | КА+КЛ              | 3+1                | 1+0                | ЛЧ                   | 7                    | 3                    | СА            | 0             | 0             | 41     | 17     |
| 2016–17                       | «Арсенал»                     | ПЛ                            | 38        | 24        | КА+КЛ              | 5+0                | 3                  | ЛЧ                   | 8                    | 3                    | -             | -             | -             | 51     | 30     |
| 2017-січ. 2018                | «Арсенал»                     | ПЛ                            | 19        | 7         | КА+КЛ              | 0+2                | 0                  | ЛЄ                   | 1                    | 1                    | СА            | 0             | 0             | 22     | 8      |
| Усього за «Арсенал»           | Усього за «Арсенал»           | Усього за «Арсенал»           | 122       | 60        |                    | 18                 | 9                  |                      | 25                   | 11                   |               | 1             | 0             | 166    | 80     |
| січ.-черв. 2018               | «Манчестер Юнайтед»           | ПЛ                            | 12        | 2         | КА+КЛ              | 4+0                | 1                  | ЛЧ                   | 2                    | 0                    | -             | -             | -             | 18     | 3      |
| 2018–19                       | «Манчестер Юнайтед»           | ПЛ                            | 20        | 1         | КА+КЛ              | 3+0                | 1+0                | ЛЧ                   | 4                    | 0                    | -             | -             | -             | 27     | 2      |
| лип.-серп. 2019               | «Манчестер Юнайтед»           | ПЛ                            | 0         | 0         | КА+КЛ              | -                  | -                  | ЛЄ                   | -                    | -                    | -             | -             | -             | 0      | 0      |
| Усього за «Манчестер Юнайтед» | Усього за «Манчестер Юнайтед» | Усього за «Манчестер Юнайтед» | 32        | 3         |                    | 7                  | 2                  |                      | 6                    | 0                    |               | -             | -             | 45     | 5      |
| 2019–20                       | «Інтернаціонале»              | A                             | 22        | 4         | КІ                 | 4                  | 0                  | ЛЧ+ЛЄ                | 1+5                  | 0                    | -             | -             | -             | 32     | 4      |
| 2020–21                       | «Інтернаціонале»              | A                             | 30        | 7         | КІ                 | 3                  | 0                  | ЛЧ                   | 5                    | 0                    | -             | -             | -             | 38     | 7      |
| 2021–22                       | «Інтернаціонале»              | A                             | 27        | 5         | КІ                 | 5                  | 2                  | ЛЧ                   | 6                    | 1                    | СІ            | 1             | 1             | 39     | 9      |
| 2022–23                       | «Марсель»                     | Л1                            | 35        | 14        | КФ                 | 4                  | 2                  | ЛЧ                   | 5                    | 2                    | -             | -             | -             | 44     | 18     |
| 2023–24                       | «Інтернаціонале»              | A                             | 0         | 0         | КІ                 | 0                  | 0                  | ЛЧ                   | 0                    | 0                    | СІ            | 0             | 0             | 0      | 0      |
| Усього за «Інтер»             | Усього за «Інтер»             | Усього за «Інтер»             | 79        | 16        |                    | 12                 | 2                  |                      | 17                   | 1                    |               | 1             | 1             | 109    | 20     |
| Усього за кар'єру             | Усього за кар'єру             | Усього за кар'єру             | 553       | 173       |                    | 71                 | 21                 |                      | 113                  | 21                   |               | 9             | 1             | 746    | 216    |

### Статистика виступів за збірну
Станом на 26 серпня 2023 року
| Дата       | Місто                        | Господарі        | Результат               | Гості                    | Турнір                                 | Голи | Примітки  |
| ---------- | ---------------------------- | ---------------- | ----------------------- | ------------------------ | -------------------------------------- | ---- | --------- |
| 27-4-2006  | Талька (Чилі)                | Чилі             | 1 – 1                   | Нова Зеландія            | товариський матч                       | -    | 58'       |
| 24-5-2006  | Дублін                       | Ірландія         | 0 – 1                   | Чилі                     | товариський матч                       | -    | 75'       |
| 30-5-2006  | Віттель                      | Чилі             | 1 – 1                   | Кот-д'Івуар              | товариський матч                       | -    | 72'       |
| 2-6-2006   | Стокгольм                    | Швеція           | 1 – 1                   | Чилі                     | товариський матч                       | -    |           |
| 16-8-2006  | Сантьяго                     | Чилі             | 1 – 2                   | Колумбія                 | товариський матч                       | -    | 61'       |
| 7-2-2007   | Маракайбо                    | Венесуела        | 0 – 1                   | Чилі                     | товариський матч                       | -    | 75'       |
| 18-4-2007  | Мендоса                      | Аргентина        | 0 – 0                   | Чилі                     | товариський матч                       | -    | 73'       |
| 7-9-2007   | Відень                       | Швейцарія        | 2 – 1                   | Чилі                     | товариський матч                       | 1    |           |
| 11-9-2007  | Відень                       | Австрія          | 0 – 2                   | Чилі                     | товариський матч                       | -    | 89'       |
| 26-3-2008  | Тель-Авів                    | Ізраїль          | 1 – 0                   | Чилі                     | товариський матч                       | -    |           |
| 4-6-2008   | Ранкагуа                     | Чилі             | 2 – 0                   | Гватемала                | товариський матч                       | 2    | 46'       |
| 15-6-2008  | Ла-Пас                       | Болівія          | 0 – 2                   | Чилі                     | Відбір до ЧС 2010                      | -    |           |
| 19-6-2008  | Пуерто-ла-Крус               | Венесуела        | 2 – 3                   | Чилі                     | Відбір до ЧС 2010                      | -    |           |
| 20-8-2008  | Стамбул                      | Туреччина        | 1 – 0                   | Чилі                     | товариський матч                       | -    | 31'       |
| 7-9-2008   | Сантьяго                     | Чилі             | 0 – 3                   | Бразилія                 | Відбір до ЧС 2010                      | -    | 79'       |
| 10-9-2008  | Сантьяго                     | Чилі             | 4 – 0                   | Колумбія                 | Відбір до ЧС 2010                      | -    | 81'       |
| 12-10-2008 | Кіто                         | Еквадор          | 1 – 0                   | Чилі                     | Відбір до ЧС 2010                      | -    | 28'       |
| 19-11-2008 | Вілярреаль                   | Іспанія          | 3 – 0                   | Чилі                     | товариський матч                       | -    |           |
| 11-2-2009  | Полокване                    | ПАР              | 0 – 2                   | Чилі                     | товариський матч                       | 1    |           |
| 29-3-2009  | Ліма                         | Перу             | 1 – 3                   | Чилі                     | Відбір до ЧС 2010                      | 1    | ЖК        |
| 1-4-2009   | Сантьяго                     | Чилі             | 0 – 0                   | Уругвай                  | Відбір до ЧС 2010                      | -    |           |
| 6-6-2009   | Асунсьйон                    | Парагвай         | 0 – 2                   | Чилі                     | Відбір до ЧС 2010                      | -    | 88'       |
| 10-6-2009  | Сантьяго                     | Чилі             | 4 – 0                   | Болівія                  | Відбір до ЧС 2010                      | 2    |           |
| 12-8-2009  | Брондбю                      | Данія            | 1 – 2                   | Чилі                     | товариський матч                       | 1    |           |
| 5-9-2009   | Сантьяго                     | Чилі             | 2 – 2                   | Венесуела                | Відбір до ЧС 2010                      | -    |           |
| 9-9-2009   | Сальвадор                    | Бразилія         | 4 – 2                   | Чилі                     | Відбір до ЧС 2010                      | -    | 61', 77'  |
| 14-10-2009 | Сантьяго                     | Чилі             | 1 – 0                   | Еквадор                  | Відбір до ЧС 2010                      | -    |           |
| 26-5-2010  | Калама                       | Чилі             | 3 – 0                   | Замбія                   | товариський матч                       | 2    | 46'       |
| 30-5-2010  | Консепсьйон                  | Чилі             | 3 – 0                   | Ізраїль                  | товариський матч                       | 1    | 70'       |
| 16-6-2010  | Мбомбела                     | Гондурас         | 0 – 1                   | Чилі                     | ЧС 2010 - 1-й етап                     | -    |           |
| 21-6-2010  | Порт-Елізабет                | Чилі             | 1 – 0                   | Швейцарія                | ЧС 2010 - 1-й етап                     | -    |           |
| 25-6-2010  | Преторія                     | Чилі             | 1 – 2                   | Іспанія                  | ЧС 2010 - 1-й етап                     | -    | 65'       |
| 28-6-2010  | Йоганнесбург                 | Бразилія         | 3 – 0                   | Чилі                     | ЧС 2010 - 1/8 фіналу                   | -    |           |
| 17-11-2010 | Сантьяго                     | Чилі             | 2 – 0                   | Уругвай                  | товариський матч                       | 1    |           |
| 26-3-2011  | Лейрія                       | Португалія       | 1 – 1                   | Чилі                     | товариський матч                       | -    |           |
| 29-3-2011  | Гаага                        | Чилі             | 2 – 0                   | Колумбія                 | товариський матч                       | -    |           |
| 19-6-2011  | Сантьяго                     | Чилі             | 4 – 0                   | Естонія                  | товариський матч                       | 1    | 51' 71'   |
| 4-7-2011   | Сан-Хуан                     | Чилі             | 2 – 1                   | Мексика                  | Копа Америка 2011 - 1-й етап           | -    |           |
| 8-7-2011   | Мендоса                      | Уругвай          | 1 – 1                   | Чилі                     | Копа Америка 2011 - 1-й етап           | 1    | 65'       |
| 12-7-2011  | Мендоса                      | Чилі             | 1 – 0                   | Перу                     | Копа Америка 2011 - 1-й етап           | -    | 58'       |
| 17-7-2011  | Сан-Хуан                     | Чилі             | 1 – 2                   | Венесуела                | Копа Америка 2011 - чвертьфінал        | -    |           |
| 10-8-2011  | Монпельє                     | Франція          | 1 – 1                   | Чилі                     | товариський матч                       | -    | 46'       |
| 2-9-2011   | Санкт-Галлен                 | Іспанія          | 3 – 2                   | Чилі                     | товариський матч                       | -    | 70'       |
| 4-9-2011   | Барселона                    | Мексика          | 1 – 0                   | Чилі                     | товариський матч                       | -    | 39'       |
| 15-11-2011 | Сантьяго                     | Чилі             | 2 – 0                   | Парагвай                 | Відбір до ЧС 2014                      | -    | 50'       |
| 29-2-2012  | Честер (місто)               | Чилі             | 1 – 1                   | Гана                     | товариський матч                       | -    |           |
| 2-6-2012   | Ла-Пас                       | Болівія          | 0 – 2                   | Чилі                     | Відбір до ЧС 2014                      | -    |           |
| 9-6-2012   | Пуерто-ла-Крус               | Венесуела        | 0 – 2                   | Чилі                     | Відбір до ЧС 2014                      | -    |           |
| 15-8-2012  | Нью-Йорк                     | Еквадор          | 3 – 0                   | Чилі                     | Відбір до ЧС 2014                      | -    | 44'       |
| 11-9-2012  | Сантьяго                     | Чилі             | 1 – 3                   | Колумбія                 | Відбір до ЧС 2014                      | -    | 82'       |
| 12-10-2012 | Кіто                         | Еквадор          | 3 – 1                   | Чилі                     | Відбір до ЧС 2014                      | -    |           |
| 16-10-2012 | Сантьяго                     | Чилі             | 1 – 2                   | Аргентина                | Відбір до ЧС 2014                      | -    |           |
| 14-11-2012 | Санкт-Галлен                 | Чилі             | 1 – 3                   | Сербія                   | товариський матч                       | -    | 20'       |
| 6-2-2013   | Мадрид                       | Чилі             | 2 – 1                   | Єгипет                   | товариський матч                       | -    |           |
| 22-3-2013  | Ліма                         | Перу             | 1 – 0                   | Чилі                     | Відбір до ЧС 2014                      | -    | 90+1'     |
| 7-6-2013   | Асунсьйон                    | Парагвай         | 1 – 2                   | Чилі                     | Відбір до ЧС 2014                      | -    | 90'       |
| 11-6-2013  | Сантьяго                     | Чилі             | 3 – 1                   | Болівія                  | Відбір до ЧС 2014                      | 1    |           |
| 14-8-2013  | Брондбю                      | Чилі             | 6 – 0                   | Ірак                     | товариський матч                       | 2    | 61'       |
| 6-9-2013   | Сантьяго                     | Чилі             | 3 – 0                   | Венесуела                | Відбір до ЧС 2014                      | -    |           |
| 10-9-2013  | Женева                       | Іспанія          | 2 – 2                   | Чилі                     | товариський матч                       | -    | 90+3'     |
| 11-10-2013 | Барранкілья                  | Колумбія         | 3 – 3                   | Чилі                     | Відбір до ЧС 2014                      | 2    |           |
| 15-10-2013 | Сантьяго                     | Чилі             | 2 – 1                   | Еквадор                  | Відбір до ЧС 2014                      | 1    | 36'       |
| 15-11-2013 | Лондон                       | Англія           | 0 – 2                   | Чилі                     | товариський матч                       | 2    |           |
| 19-11-2013 | Торонто                      | Бразилія         | 2 – 1                   | Чилі                     | товариський матч                       | -    |           |
| 5-3-2014   | Штутгарт                     | Німеччина        | 1 – 0                   | Чилі                     | товариський матч                       | -    |           |
| 30-5-2014  | Сантьяго                     | Чилі             | 3 – 2                   | Єгипет                   | товариський матч                       | -    | 36'       |
| 4-6-2014   | Вальпараїсо                  | Чилі             | 2 – 0                   | Північна Ірландія        | товариський матч                       | -    | 60'       |
| 13-6-2014  | Куяба                        | Чилі             | 3 – 1                   | Австралія                | ЧС 2014 - 1-й етап                     | 1    |           |
| 18-6-2014  | Ріо-де-Жанейро               | Іспанія          | 0 – 2                   | Чилі                     | ЧС 2014 - 1-й етап                     | -    |           |
| 23-6-2014  | Сан-Паулу                    | Нідерланди       | 2 – 0                   | Чилі                     | ЧС 2014 - 1-й етап                     | -    |           |
| 28-6-2014  | Белу-Оризонті                | Бразилія         | 1 – 1 д.ч. (3 - 2 п.п.) | Чилі                     | ЧС 2014 - 1/8 фіналу                   | 1    |           |
| 6-9-2014   | Санта-Клара                  | Чилі             | 0 – 0                   | Мексика                  | товариський матч                       | -    | 85'       |
| 9-9-2014   | Форт-Лодердейл               | Чилі             | 1 – 0                   | Гаїті                    | товариський матч                       | -    | 86'       |
| 10-10-2014 | Вальпараїсо                  | Чилі             | 3 – 0                   | Перу                     | товариський матч                       | -    |           |
| 14-10-2014 | Антофагаста (місто)          | Чилі             | 2 – 2                   | Болівія                  | товариський матч                       | -    |           |
| 15-11-2014 | Талькауано                   | Чилі             | 5 – 0                   | Венесуела                | товариський матч                       | 1    | 85'       |
| 18-11-2014 | Сантьяго                     | Чилі             | 1 – 2                   | Уругвай                  | товариський матч                       | 1    |           |
| 26-3-2015  | Санкт-Пельтен                | Іран             | 2 – 0                   | Чилі                     | товариський матч                       | -    | 46'       |
| 29-3-2015  | Лондон                       | Бразилія         | 1 – 0                   | Чилі                     | товариський матч                       | -    |           |
| 5-6-2015   | Вінья-дель-Мар               | Чилі             | 1 – 0                   | Сальвадор                | товариський матч                       | -    |           |
| 11-6-2015  | Сантьяго                     | Чилі             | 2 – 0                   | Еквадор                  | Копа Америка 2015 - 1-й етап           | -    |           |
| 15-6-2015  | Сантьяго                     | Чилі             | 3 – 3                   | Мексика                  | Копа Америка 2015 - 1-й етап           | -    |           |
| 19-6-2015  | Сантьяго                     | Чилі             | 5 – 0                   | Болівія                  | Копа Америка 2015 - 1-й етап           | 1    | 46'       |
| 24-6-2015  | Сантьяго                     | Чилі             | 1 – 0                   | Уругвай                  | Копа Америка 2015 - чвертьфінал        | -    |           |
| 29-6-2015  | Сантьяго                     | Чилі             | 2 – 1                   | Перу                     | Копа Америка 2015 - півфінал           | -    |           |
| 4-7-2015   | Сантьяго                     | Чилі             | 0 – 0 д.ч. (4 - 1 п.п.) | Аргентина                | Копа Америка 2015 - Фінал              | -    | 1-й титул |
| 5-9-2015   | Сантьяго                     | Чилі             | 3 – 2                   | Парагвай                 | товариський матч                       | 1    |           |
| 9-10-2015  | Сантьяго                     | Чилі             | 2 – 0                   | Бразилія                 | Відбір до ЧС 2018                      | 1    |           |
| 14-10-2015 | Ліма                         | Перу             | 3 – 4                   | Чилі                     | Відбір до ЧС 2018                      | 2    |           |
| 13-11-2015 | Сантьяго                     | Чилі             | 1 – 1                   | Колумбія                 | Відбір до ЧС 2018                      | -    |           |
| 18-11-2015 | Монтевідео                   | Уругвай          | 3 – 0                   | Чилі                     | Відбір до ЧС 2018                      | -    | 49'       |
| 24-3-2016  | Сантьяго                     | Чилі             | 1 – 2                   | Аргентина                | Відбір до ЧС 2018                      | -    |           |
| 29-3-2016  | Баринас                      | Венесуела        | 1 – 4                   | Чилі                     | Відбір до ЧС 2018                      | -    |           |
| 1-6-2016   | Сан-Дієго                    | Мексика          | 1 – 0                   | Чилі                     | товариський матч                       | -    | 76' 81'   |
| 6-6-2016   | Санта-Клара                  | Аргентина        | 2 – 1                   | Чилі                     | Копа Америка 2016 - 1-й етап           | -    |           |
| 10-6-2016  | Фоксборо                     | Чилі             | 2 – 1                   | Болівія                  | Копа Америка 2016 - 1-й етап           | -    |           |
| 14-6-2016  | Філадельфія                  | Чилі             | 4 – 2                   | Панама                   | Копа Америка 2016 - 1-й етап           | 2    |           |
| 18-6-2016  | Санта-Клара                  | Мексика          | 0 – 7                   | Чилі                     | Копа Америка 2016 - чвертьфінал        | 1    |           |
| 22-6-2016  | Чикаго                       | Колумбія         | 0 – 2                   | Чилі                     | Копа Америка 2016 - півфінал           | -    | 45'       |
| 26-6-2016  | Іст-Ратерфорд                | Аргентина        | 0 – 0 д.ч. (2 - 4 п.п.) | Чилі                     | Копа Америка 2016 - Фінал              | -    | 2-й титул |
| 1-9-2016   | Асунсьйон                    | Парагвай         | 2 – 1                   | Чилі                     | Відбір до ЧС 2018                      | -    |           |
| 6-9-2016   | Сантьяго                     | Чилі             | 0 – 0                   | Болівія                  | Відбір до ЧС 2018                      | -    | кап.      |
| 6-10-2016  | Кіто                         | Еквадор          | 3 – 0                   | Чилі                     | Відбір до ЧС 2018                      | -    |           |
| 11-10-2016 | Сантьяго                     | Чилі             | 2 – 1                   | Перу                     | Відбір до ЧС 2018                      | -    |           |
| 10-11-2016 | Барранкілья                  | Колумбія         | 0 – 0                   | Чилі                     | Відбір до ЧС 2018                      | -    |           |
| 15-11-2016 | Сантьяго                     | Чилі             | 3 – 1                   | Уругвай                  | Відбір до ЧС 2018                      | 2    |           |
| 23-3-2017  | Буенос-Айрес                 | Аргентина        | 1 – 0                   | Чилі                     | Відбір до ЧС 2018                      | -    |           |
| 28-3-2017  | Сантьяго                     | Чилі             | 3 – 1                   | Венесуела                | Відбір до ЧС 2018                      | 1    |           |
| 13-6-2017  | Клуж-Напока                  | Румунія          | 3 – 2                   | Чилі                     | товариський матч                       | -    |           |
| 22-6-2017  | Казань                       | Німеччина        | 1 – 1                   | Чилі                     | Кубок Конфедерацій                     | 1    | 63'       |
| 25-6-2017  | Москва                       | Чилі             | 1 – 1                   | Австралія                | Кубок Конфедерацій                     | -    |           |
| 28-6-2017  | Казань                       | Португалія       | 0 – 0 д.ч. (0 – 3 п.п.) | Чилі                     | Кубок Конфедерацій                     | -    |           |
| 2-7-2017   | Санкт-Петербург              | Чилі             | 0 – 1                   | Німеччина                | Кубок Конфедерацій                     | -    |           |
| 31-8-2017  | Сантьяго                     | Чилі             | 0 – 3                   | Парагвай                 | Відбір до ЧС 2018                      | -    |           |
| 5-9-2017   | Ла-Пас                       | Болівія          | 1 – 0                   | Чилі                     | Відбір до ЧС 2018                      | -    |           |
| 5-10-2017  | Сантьяго                     | Чилі             | 2 – 1                   | Еквадор                  | Відбір до ЧС 2018                      | 1    |           |
| 10-10-2017 | Сан-Паулу                    | Бразилія         | 3 – 0                   | Чилі                     | Відбір до ЧС 2018                      | -    | 54'       |
| 24-3-2018  | Стокгольм                    | Швеція           | 1 – 2                   | Чилі                     | товариський матч                       | -    | кап.      |
| 27-3-2018  | Ольборг                      | Данія            | 0 – 0                   | Чилі                     | товариський матч                       | -    | кап. 75'  |
| 17-10-2018 | Сантьяго-де-Керетаро         | Мексика          | 0 – 1                   | Чилі                     | товариський матч                       | -    |           |
| 17-11-2018 | Ранкагуа                     | Чилі             | 2 – 3                   | Коста-Рика               | товариський матч                       | 1    |           |
| 21-11-2018 | Темуко                       | Чилі             | 4 – 1                   | Гондурас                 | товариський матч                       | 1    |           |
| 17-6-2019  | Сан-Паулу                    | Японія           | 0 – 4                   | Чилі                     | Копа Америка 2019 - 1-й етап           | 1    |           |
| 21-6-2019  | Салвадор                     | Еквадор          | 1 – 2                   | Чилі                     | Копа Америка 2019 - 1-й етап           | 1    |           |
| 24-6-2019  | Ріо-де-Жанейро               | Чилі             | 0 – 1                   | Уругвай                  | Копа Америка 2019 - 1-й етап           | -    |           |
| 28-6-2019  | Манаус                       | Колумбія         | 0 – 0 (4 - 5 п.п.)      | Чилі                     | Копа Америка 2019 - чвертьфінал        | -    |           |
| 3-7-2019   | Порту-Алегрі                 | Чилі             | 0 – 3                   | Перу                     | Копа Америка 2019 - півфінал           | -    |           |
| 6-7-2019   | Сан-Паулу                    | Аргентина        | 2 – 1                   | Чилі                     | Копа Америка 2019 - матч за 3-тє місце | -    | 17'       |
| 5-9-2019   | Лос-Анджелес                 | Чилі             | 0 – 0                   | Аргентина                | товариський матч                       | -    |           |
| 12-10-2019 | Аліканте                     | Колумбія         | 0 – 0                   | Чилі                     | товариський матч                       | -    | 88'       |
| 8-10-2020  | Монтевідео                   | Уругвай          | 2 – 1                   | Чилі                     | Відбір до ЧС 2022                      | 1    | кап.      |
| 13-10-2020 | Сантьяго                     | Чилі             | 2 – 2                   | Колумбія                 | Відбір до ЧС 2022                      | 1    | кап.      |
| 13-11-2020 | Сантьяго                     | Чилі             | 2 – 0                   | Перу                     | Відбір до ЧС 2022                      | -    | 84'       |
| 17-11-2020 | Каракас                      | Венесуела        | 2 – 1                   | Чилі                     | Відбір до ЧС 2022                      | -    | кап.      |
| 3-6-2021   | Сантьяго-дель-Естеро (місто) | Аргентина        | 1 – 1                   | Чилі                     | Відбір до ЧС 2022                      | 1    |           |
| 8-6-2021   | Сантьяго                     | Чилі             | 1 – 1                   | Болівія                  | Відбір до ЧС 2022                      | -    |           |
| 2-7-2021   | Ріо-де-Жанейро               | Бразилія         | 1 – 0                   | Чилі                     | Копа Америка 2021 - чвертьфінал        | -    | 46'       |
| 7-10-2021  | Ліма                         | Перу             | 2 – 0                   | Чилі                     | Відбір до ЧС 2022                      | -    |           |
| 10-10-2021 | Сантьяго                     | Чилі             | 2 – 0                   | Парагвай                 | Відбір до ЧС 2022                      | -    | 90+3'     |
| 14-10-2021 | Сантьяго                     | Чилі             | 3 – 0                   | Венесуела                | Відбір до ЧС 2022                      | -    |           |
| 11-11-2021 | Асунсьйон                    | Парагвай         | 0 – 1                   | Чилі                     | Відбір до ЧС 2022                      | -    |           |
| 16-11-2021 | Сантьяго                     | Чилі             | 0 – 2                   | Еквадор                  | Відбір до ЧС 2022                      | -    | 36'       |
| 27-1-2022  | Калама                       | Чилі             | 1 – 2                   | Аргентина                | Відбір до ЧС 2022                      | -    | 79'       |
| 1-2-2022   | Ла-Пас                       | Болівія          | 2 – 3                   | Чилі                     | Відбір до ЧС 2022                      | 2    | кап.      |
| 24-3-2022  | Ріо-де-Жанейро               | Бразилія         | 4 – 0                   | Чилі                     | Відбір до ЧС 2022                      | -    |           |
| 29-3-2022  | Сантьяго                     | Чилі             | 0 – 2                   | Уругвай                  | Відбір до ЧС 2022                      | -    |           |
| 23-9-2022  | Курналя-да-Льобрегат         | Марокко          | 2 – 0                   | Чилі                     | товариський матч                       | -    |           |
| 27-9-2022  | Відень                       | Катар            | 2 – 2                   | Чилі                     | товариський матч                       | 1    |           |
| 16-11-2022 | Варшава                      | Польща           | 1 – 0                   | Чилі                     | товариський матч                       | -    |           |
| 20-11-2022 | Братислава                   | Словаччина       | 0 – 0                   | Чилі                     | товариський матч                       | -    |           |
| 27-3-2023  | Сантьяго                     | Чилі             | 3 – 2                   | Парагвай                 | товариський матч                       | 1    | 46'       |
| 16-6-2023  | Вінья-дель-Мар               | Чилі             | 5 – 0                   | Домініканська Республіка | товариський матч                       | -    | 46'       |
| 20-6-2023  | Санта-Крус-де-ла-Сьєрра      | Болівія          | 0 – 0                   | Чилі                     | товариський матч                       | -    |           |
| Усього     |                              | Матчів (2 місце) | 155                     |                          | Голів (1 місце)                        | 50   |           |

## Досягнення
«Коло-Коло»
- Чемпіон Чилі: 2006, 2007

«Рівер Плейт»
- Чемпіон Аргентини: 2008

«Барселона»
- Чемпіон Іспанії: 2012/13
- Володар Суперкубка УЄФА: 2011
- Володар Кубка Іспанії: 2011/12
- Володар Суперкубка Іспанії: 2011, 2013
- Переможець клубного чемпіонату світу: 2011

«Арсенал»
- Володар Кубка Англії: 2014–15, 2016–17
- Володар Суперкубка Англії: 2014, 2015

«Інтернаціонале»
- Чемпіон Італії: 2020–21, 2023–24
- Володар Кубка Італії: 2021–22
- Володар Суперкубка Італії: 2021, 2023

Збірна Чилі
- Володар Кубка Америки: 2015, 2016